# Sân vận động Quốc gia Cabo Verde
Sân vận động Quốc gia Cabo Verde (tiếng Bồ Đào Nha: Estádio Nacional de Cabo Verde) là một sân vận động đa năng ở Praia, Cabo Verde. Được sử dụng cho các trận đấu bóng đá, đây là sân nhà của đội tuyển bóng đá quốc gia Cabo Verde. Sân vận động có sức chứa được công bố là 15.000 người. Sân thuộc sở hữu của Chính phủ Cabo Verde và được điều hành bởi Ủy ban Quản lý Sân vận động được chỉ định.

## Lịch sử
Được chính phủ Trung Quốc tài trợ, công trình được khởi công vào tháng 10 năm 2010, dự kiến hoàn thành vào tháng 6 năm 2012. Tuy nhiên ngày hoàn thành đã bị chậm trễ 15 tháng, do sự thay đổi nhằm tăng sức chứa từ 10.000 lên 15.000 chỗ ngồi, đã dời lịch khánh thành dự kiến đến tháng 10 năm 2013. Cuối cùng sân vận động đã được khai trương vào tháng 8 năm 2014.